# Hans Petrie
Johan Hendrik (Hans) Petrie ( Deventer, 15 juli 1943 - Groningen, 9 november 2004) was een Nederlands historicus.
Petrie werd bekend door zijn proefschrift waarop hij in Groningen op 8 juni 1995 aan de Rijksuniversiteit in Groningen promoveerde. Dat droeg de titel Lodewijk XVII-Naundorff, een mysterie ontrafeld, waarin hij concludeerde dat Karl Wilhelm Naundorff, een man die zich in de jaren na de Franse Revolutie voor koning Lodewijk XVII van Frankrijk uitgaf, een bedrieger was. Deze conclusie kon toen nog niet met behulp van DNA worden bevestigd. In 1998 kon dat wel, na een onderzoek van de Leuvense geneticus Jean-Jacques Cassiman waarvan Petrie ook verslag deed.
De bevestiging dat Naundorffs mitochondriaal DNA niet overeenkomt met dat van de eveneens in vrouwelijke lijn van Maria-Theresia van Oostenrijk afstammende koningin van Roemenië wordt door afstammelingen van Naundorff niet geaccepteerd. Maria Theresia was de grootmoeder van Lodewijk XVII, Marie Antoinette was zijn moeder.
Petrie noemde Naundorff in een gesprek met NRC-Handelsblad een "pathologische leugenaar".
In de jaren 2002-2003 deed hij in opdracht van de gemeente Assen een vergelijkbaar onderzoek naar het zogenaamde 'geheim van Vredeveld', namelijk of de daar wonende Louise Aubry d'Arancey een dochter was van koning Lodewijk Napoleon; het verslag daarvan verscheen postuum in 2005.